# Verband Deutscher Freilichtbühnen
Der Verband Deutscher Freilichtbühnen (kurz: VDF) ist ein Fachverband, in dem knapp 100 deutsche Freilichtbühnen aus dem gesamten Bundesgebiet zusammengeschlossen sind.

## Geschichte
Gegründet wurde der Verband im Jahr 1953 ursprünglich als Zusammenschluss von 13 Freilichtbühnen aus Nordrhein-Westfalen und Niedersachsen und hieß zunächst „Verband der Freilichtbühnen Nordwestdeutschlands“. Gründungsort war Hamm-Heessen, Heimatort des Gründungsmitglieds Waldbühne Heessen. Dort ist bis heute die Geschäftsstelle der Region Nord des VDF untergebracht.
1963 wurde mit zwei selbständigen Regionen „Nord“ und „Süd“ das Verbandsgebiet auf die gesamte Bundesrepublik Deutschland ausgedehnt, 1974 wurde in Horn-Bad Meinberg eine gemeinsame Satzung des Bundesverbandes verabschiedet. Aus dem Gebiet der ehemaligen DDR gibt es bis heute keine Mitgliedsbühnen. Die Präsidentschaft im Bund liegt im turnusgemäßen Wechsel bei den Vorsitzenden der Regionen Nord und Süd.

## Aufgaben
Der Verband Deutscher Freilichtbühnen hat nach eigenen Angaben die Aufgaben der Lobbyarbeit, der Vernetzung, der Unterstützung und der überregionalen Öffentlichkeitsarbeit für die Mitgliedsbühnen. Er bietet Schulungen für Akteure der Mitgliedsbühnen, insbesondere für deren Jugendliche an. Der Verband vermittelt daneben seinen Mitgliedern Sonderkonditionen für GEMA, Künstlersozialkasse und verschiedenen Versicherungen. Ab 1956 gab der Verband für die Region Nord die Fachzeitschrift „Die Freilichtbühne“ heraus. Die Region Süd veröffentlichte ab Gründung mit „VDF aktuell“ ebenfalls eine Zeitschrift. Beide wurden 2005 zur gemeinsamen Fachzeitschrift „Freilichtbühne aktuell“ zusammengeführt.
Der Verband ist wiederum Mitglied in verschiedenen Institutionen der regionalen und nationalen Kultur- und Theaterszene. So besteht eine Mitgliedschaft in der „Landesarbeitsgemeinschaft für Spiel und Amateurtheater“ in Nordrhein-Westfalen, ab 1967 im „Kuratorium Darstellendes Spiel“, sowie im Bund Deutscher Amateurtheater, über diesen indirekt auch im Deutschen Kulturrat. Seit 1977 gibt der Verband eine Sammelbroschüre mit allen Aufführungsdaten seiner Mitgliedsbühnen heraus, die Auflage dieser Broschüre lag 2005 bei 150.000.
1975 und 1986/87 veranstaltete der VDF zwei Autorenwettbewerbe für Freilichttheater. Preisträger 1975 waren Herbert Somplatzki und Gerhard Eikenbusch, elf Jahre später wurden Reiner Baaken und Kurt-Achim Köweker ausgezeichnet. Da die Stücke des zweiten Autorenwettbewerbs mit Ausnahme des Siegerstückes wenig Beachtung fanden, wurde in den Folgejahren kein neuer Wettbewerb mehr ausgeschrieben. Insbesondere bei den Werken für Kinder- und Jugendtheater setzten die Mitgliedsbühnen eher auf Stoffe, die aus anderen Medien bereits bekannt und damit publikumswirksam waren.

## Zahlen und Fakten
Stand 2024 hat der Verband 89 Mitgliedsbühnen in 7 Bundesländern.
Die Übersicht zeigt die Entwicklung der Zuschauerzahlen und die Anzahl der Inszenierungen, bzw. Aufführungen.
Für das Jahr 2020 (Corona !) liegen keine Zahlen vor.
| Jahr | Anzahl der Inszenierungen | Anzahl der Aufführungen | Zuschauer |
| ---- | ------------------------- | ----------------------- | --------- |
| 2011 | 141                       | 1578                    | 851.991   |
| 2012 | 141                       | 1639                    | 890.599   |
| 2013 | 143                       | 1522                    | 1.015.905 |
| 2014 | 136                       | 1650                    | 871.236   |
| 2015 | 140                       | 1701                    | 883.773   |
| 2016 | 148                       | 1787                    | 905.107   |
| 2017 | 146                       | 1733                    | 932.659   |
| 2018 | 152                       | 1741                    | 1.007.984 |
| 2019 | 133                       | 1738                    | 949.754   |
| 2020 |                           |                         |           |
| 2021 | 98                        | 843                     | 182.340   |
| 2022 | 141                       | 1419                    | 810.721   |
| 2023 | 145                       | 1696                    | 941.474   |
| 2024 | 143                       | 1706                    | 1.022.461 |

## Mitgliedsbühnen
Die 89 Mitgliedsbühnen des Verbandes verteilen sich wie folgt auf die einzelnen Bundesländer (Stand: Oktober 2015):

### Baden-Württemberg
Baden-Württemberg stellt mit 20 Verbandsbühnen in Mannheim, Möckmühl, Schwarzach, zweimal in Künzelsau, Neuenstadt, Ilshofen, Besigheim, Ötigheim, Gernsbach, Grötzingen, Heidenheim, Oppenau, Reutlingen, Hornberg, Hayingen, Emmendingen, Sigmaringendorf, Fridingen und Herrischried die meisten Verbandsmitglieder innerhalb eines Bundeslandes.

### Bayern
In Bayern gibt es neun Verbandsbühnen in Sömmersdorf, Langenzenn, Cadolzburg, Nürnberg, Spalt, Donauwörth, Gundelfingen, Illertissen und Nördlingen.

### Saarland
Mit der Volksbühne Hülzweiler und der Naturbühne Gräfinthal stellt das Saarland zwei Mitgliedsbühnen im Verband.

### Hessen
In Hessen befinden sich 12 Mitgliedsbühnen in den Orten Twistetal, Niederelsungen, Burghasungen, Merxhausen, Korbach, Burgholzhausen vor der Höhe, Bad Orb, Büdingen, Hohenstein, Dreieich, Grasellenbach und Michelstadt.

### Niedersachsen
Niedersachsen verfügt mit 18 Mitgliedsbühnen über die zweithöchste Mitgliederzahl aller Bundesländer. Die Bühnen befinden sich in den Orten Jever, Westerstede, Lilienthal, Ahmsen, Meppen, Lohne, Daverden, Holtebüttel, Bad Bentheim, Wagenfeld, Mellinghausen, Marklohe, Stöckse, Georgsmarienhütte, Melle, Otternhagen, Barsinghausen und Salzhemmendorf.

### Nordrhein-Westfalen
Nach Baden-Württemberg und Niedersachsen ist Nordrhein-Westfalen mit 17 Bühnen das Bundesland mit den drittmeisten Mitgliedern im Verband. Diese befinden sich in Reckenfeld, Hüllhorst, Nettelstedt, Porta Westfalica, Billerbeck, Coesfeld, Oelde, Horn-Bad Meinberg, Schloß Neuhaus, Bökendorf, Heessen, Werne, Dortmund-Syburg, Herdringen, Balve, Alfter und Hallenberg.

### Rheinland-Pfalz
Elf Mitgliedsbühnen des Verbandes sind in Rheinland-Pfalz beheimatet, diese befinden sich in Schuld, Holzheim, Kaisersesch, Worms, Altleiningen, Bobenheim-Roxheim, Katzweiler, Landstuhl, Neustadt, Haßloch und Bad Dürkheim.